# Byk (dopływ Dniestru)
Byk (rum. Bîc, w starej ortografii: Bâc, ukr. Бик) – rzeka w środkowej Mołdawii, prawy dopływ Dniestru. Długość – 155 km, powierzchnia zlewni – 2.150 km².
Byk płynie z północnego zachodu na południowy wschód przez Wyżynę Besarabską. Przepływa przez stolicę Mołdawii – Kiszyniów. Na północ od Kiszyniowa tworzy sztuczny zbiornik wodny – Jezioro Kiszyniowskie o powierzchni około 10 km². Do Dniestru uchodzi na północ od miasta Tighina. Na całej długości dolina Byku stanowi korytarz komunikacyjny – biegną nią droga i linia kolejowa Ungeny – Kiszyniów – Tighina.
Stan wody w Byku podlega silnym wahaniom – średni roczny przepływ wynosi 1 m³/s, zaś wiosną sięga 220 m³. Latem rzeka często wysycha, przekształcając się w łańcuch jeziorek. Rzeka jest silnie zanieczyszczona.